# Виборчий округ 76
Виборчий округ 76 — виборчий округ в Запорізькій області. В сучасному вигляді був утворений 28 квітня 2012 постановою ЦВК №82 (до цього моменту існувала інша система виборчих округів). Окружна виборча комісія цього округу розташовується в будівлі районної адміністрації Запорізької міської ради по Вознесенівському району за адресою м. Запоріжжя, вул. Сєдова, 5.
До складу округу входять Вознесенівський і Хортицький райони міста Запоріжжя. Виборчий округ 76 межує з округом 75 на півночі, з округом 77 на північному сході, з округом 74 на сході та з округом 82 на південному заході. Виборчий округ №76 складається з виборчих дільниць під номерами 230972-231060.

## Народні депутати від округу
| Ім'я                           | Фото | Партія               | Скликання | Дата набуття повноважень | Дата припинення повноважень |
| ------------------------------ | ---- | -------------------- | --------- | ------------------------ | --------------------------- |
| Карташов Євген Григорович      |      | Партія регіонів      | 7-ме      | 12 грудня 2012           | 27 листопада 2014           |
| Фролов Микола Олександрович    |      | Блок Петра Порошенка | 8-ме      | 27 листопада 2014        | 29 серпня 2019              |
| Шевченко Євгеній Володимирович |      | Слуга народу         | 9-те      | 29 серпня 2019           |                             |

## Результати виборів

### Парламентські

#### 2019
Кандидати-мажоритарники:
- Шевченко Євгеній Володимирович (Слуга народу)
- Пустоваров Анатолій Іванович (Опозиційний блок)
- Ярмощук Микола Анатолійович (Опозиційна платформа — За життя)
- Прозапас Валерій Миколайович (Європейська Солідарність)
- Солдатов Анатолій Борисович (самовисування)
- Москаленко Володимир Анатолійович (Батьківщина)
- Коваленко Михайло Олександрович (Сила і честь)
- Прасол Михайло Вікторович (самовисування)
- Притула Олександр Леонтійович (Аграрна партія України)
- Фоменко Валерій Володимирович (Партія пенсіонерів України)
- Книш Тімур Станіславович (Свобода)
- Корольов Олег Миколайович (Самопоміч)
- Іванов Андрій Валерійович (самовисування)
- Гайдук Сергій Павлович (самовисування)
- Константинова Катерина Андріївна (самовисування)
- Гашенко Людмила Дмитрівна (самовисування)
- Лебідь Олександр Миколайович (Демократична Сокира)

#### 2014
Кандидати-мажоритарники:
- Фролов Микола Олександрович (Блок Петра Порошенка)
- Карташов Євген Григорович (самовисування)
- Лєх Ірина Іванівна (Радикальна партія)
- Онищенко Олександр Володимирович (Сильна Україна)
- Пшигоцький Сергій Володимирович (самовисування)
- Гайдук Сергій Павлович (самовисування)
- Вишинський Вадим Борисович (Батьківщина)
- Корольов Олег Миколайович (самовисування)
- Пєчуріна Людмила Миколаївна (самовисування)
- Рижий Аліна Валентинівна (самовисування)
- Шевчук Андрій Миколайович (самовисування)
- Кузьменко Сергій Юрійович (Справедливість)
- Позднякова-Кирбят'єва Елліна Геннадіївна (самовисування)
- Іванов Андрій Валерійович (самовисування)
- Іванищев Максим Анатолійович (самовисування)
- Швець Олена Іванівна (самовисування)
- Торопов Михайло Валерійович (самовисування)

#### 2012
Кандидати-мажоритарники:
- Карташов Євген Григорович (Партія регіонів)
- Пшигоцький Сергій Володимирович (Комуністична партія України)
- Варецький Василь Іванович (УДАР)
- Варданян Армен Фрунзікович (Батьківщина)
- Лєх Ірина Іванівна (самовисування)
- Зубко Ігор Владиславович (самовисування)
- Тимченко Артем Олегович (самовисування)
- Кравець Костянтин Євгенійович (Україна — Вперед!)
- Ткаченко Олег Валентинович (Конгрес українських націоналістів)
- Харламов Дмитро Вікторович (Народно-трудовий союз України)

## Явка
Явка виборців на окрузі: